# Kuujjua River
Der Kuujjua River ist ein 389 km langer Zufluss des Amundsen-Golfs auf Victoria Island in den Nordwest-Territorien und in Nunavut im Norden Kanadas.

## Verlauf
Der Kuujjua River hat seinen Ursprung in Nunavut auf einer Höhe von etwa 350 m. Das Quellgebiet bildet eine Seengruppe im äußersten Osten der Shaler Mountains. Der Kuujjua River fließt in überwiegend westsüdwestlicher Richtung und überquert sehr bald die Territoriumsgrenze zu den Nordwest-Territorien. Nördlich des Flusslaufs verläuft der Hauptkamm der Shaler Mountains mit den Saneraun Hills. Im Unterlauf fließt der Kuujjua River durch den Norden der Halbinsel Diamond-Jenness-Halbinsel. Der Kuujjua River wendet sich schließlich nach Norden und mündet wenig später in das Südufer des Minto Inlets, eine Bucht an der Westküste von Victoria Island, die sich zum Amundsen-Golf hin öffnet. Am Unterlauf liegen die Seen Takiyuaqattak, Aimauqattaq, Qulliq und Tahiluak.